# Полетът на орела
„Полетът на орела“ (на испански: El vuelo del águila) е мексиканска теленовела от 1994 г., режисирана от Гонсало Мартинес Ортега, Хорхе Фонс и Клаудио Рейес Рубио, и продуцирана от Ернесто Алонсо за Телевиса. Това е историческа драма, чийто сюжет е базиран върху живота на мексиканския офицер и политик Порфирио Диас. Историкът Фаусто Серон Медина и писателят-историк Енрике Краус разчитат на някои доклади, отнасящи се за Диас.
В главните роли са Мануел Охеда и Жаклин Андере, а в отрицателната – Бруно Рей.

## Сюжет
Порфирио Диас, военен герой от Войната за Реформа, е един от най-важните стратези, които стоят зад свалянето на Втората Мексиканска империя. Диас на няколко пъти се опитва да превземе властта чрез военни преврати, докато успява с последната революция през 1876 г., която го отвежда в Президентството на Република. С изключение на един кратък период (1880-1884), Порфирио Диас управлява до 1911 г., когато властта му е отнета, отново насилствено, от Франсиско И. Мадеро, който го принуждава да подаде оставка и да отиде в изгнание. Диас доживява за да види как неговата революция се проваля и как всички постижения са били разрушени заради неговото собствено и дълго оставане на власт.
Като герой или хитър тъкач на интриги, Порфирио Диас се учи, бори, управлява, убива, усмирява, страда, обича, плаче и е предан на работата си и никога не се отказва, докато неговите бунтовници не въстават, за да го отстранят от властта.

## Актьори
Част от актьорския състав:
- Мануел Охеда – Порфирио Диас
- Жаклин Андере – Кармен Ромеро Рубио
- Умберто Сурита – Порфирио Диас (възрастен)
- Мариана Леви – Кармен Ромеро Рубио (млада)
- Патрисия Рейес Спиндола – Петрона Мори
- Ернесто Гомес Крус – Бенито Хуарес
- Алма Делфина – Делфина Ортега Диас
- Гастон Тусет – Мариано Ескобедо
- Клаудио Брук – Мануел Ромеро Рубио
- Салма Хайек – Хуана Каталина Ромеро
- Лус Мария Херес – Доня Инес
- Педро Дамян – Хосе Мария Пино Суарес
- Беатрис Агире – Агустина де Ромеро Рубио
- Иран Еори – Агустина де Ромеро Рубио (млада)
- Сокоро Бония – Маргарита Маса де Хуарес
- Армандо Араиса – Болеро
- Роберто Баястерос – Висенте Гереро
- Луис Баярдо – Франсиско И. Мадеро
- Диана Брачо – Сара Перес де Мадеро
- Бруно Рей – Викториано Уерта
- Дулсе Мария – Делфина (дете)
- Фабиан Роблес – Порфирио Диас (15-годишен)
- Марио Иван Мартинес – Максимилиан I
- Лаура Флорес – Шарлота Белгийска
- Хулиан Роблес – Феликс Диас (15-годишен)
- Алехандро Руис – Хусто Бенитес
- Салвадор Санчес – Игнасио Рамирес
- Хуан Карлос Серан – Феликс Сулоага / Мануел Маркес Стерлинг
- Едуардо Сантамарина – Д-р Мануел Антонио Ортега Рейес

## Премиера
Премиерата на Полетът на орела е на 4 юли 1994 г. по Canal de las Estrellas. Последният 140. епизод е излъчен на 20 януари 1995 г.

## Награди и номинации
Награди TVyNovelas (Мексико) 1995
| Категория                           | Номиниран(а)                       | Резултат  |
| ----------------------------------- | ---------------------------------- | --------- |
| Най-добра теленовела                | Ернесто Алонсо                     | Номиниран |
| Най-добър актьор в положителна роля | Умберто Сурита                     | Печели    |
| Най-добър актьор в отрицателна роля | Бруно Рей                          | Номиниран |
| Най-добра първа актриса             | Жаклин Андере                      | Печели    |
| Най-добър пръв актьор               | Мануел Охеда                       | Номиниран |
| Най-добра актриса в поддържаща роля | Патрисия Рейес Спиндола            | Печели    |
| Най-добро мъжко откритие            | Фабиан Роблес                      | Номиниран |
| Най-добра музикална тема            | Даниел Катан                       | Печели    |
| Най-добър режисьор                  | Гонсало Мартинес Ортега Хорхе Фонс | Печелят   |
| Най-добър оператор                  | Хесус Акуня Карлос Гера            | Печелят   |
| Най-добър сценарист                 | Енрике Краус Фаусто Серон Медина   | Печелят   |
| Най-добър продуцент                 | Карлос Сотомайор                   | Печели    |

Награди El Heraldo de México 1995
| Категория            | Номиниран(а)            | Резултат   |
| -------------------- | ----------------------- | ---------- |
| Най-добра теленовела | Ернесто Алонсо          | Печели     |
| Най-добра актриса    | Патрисия Рейес Спиндола | Номинирана |
| Най-добър актьор     | Мануел Охеда            | Печели     |
| Най-добър актьор     | Ернесто Гомес Крус      | Номиниран  |
| Най-добър актьор     | Умберто Сурита          | Номиниран  |

Награди ACE New York 1996
| Категория                     | Номинация                           | Резултат |
| ----------------------------- | ----------------------------------- | -------- |
| Най-добра актриса             | Патрисия Рейес Спиндола             | Печели   |
| Най-добра програма за култура | Карлос Сотомайор и Гонсало Мартинес | Печелят  |